# ستيفن سميث (سياسي)
ستيفن سميث (بالإنجليزية: Stephen Smith)‏ (و. 1955  م) هو سياسي، ودبلوماسي، واقتصادي أسترالي، ولد في ناروجين، هو عضوٌ في حزب العمال الأسترالي.

## مناصب
تولى منصب وزير الدفاع ‏ (13 سبتمبر 2010–18 سبتمبر 2013)
- وزير التجارة  [لغات أخرى]‏ (28 يونيو 2010–13 سبتمبر 2010)
- وزير الخارجية  [لغات أخرى]‏ (3 ديسمبر 2007–13 سبتمبر 2010)
- عضو مجلس النواب الأسترالي (13 مارس 1993–7 سبتمبر 2013).

## التعليم
تعلم في جامعة ويسترن أستراليا، وجامعة لندن.

## معرض صور

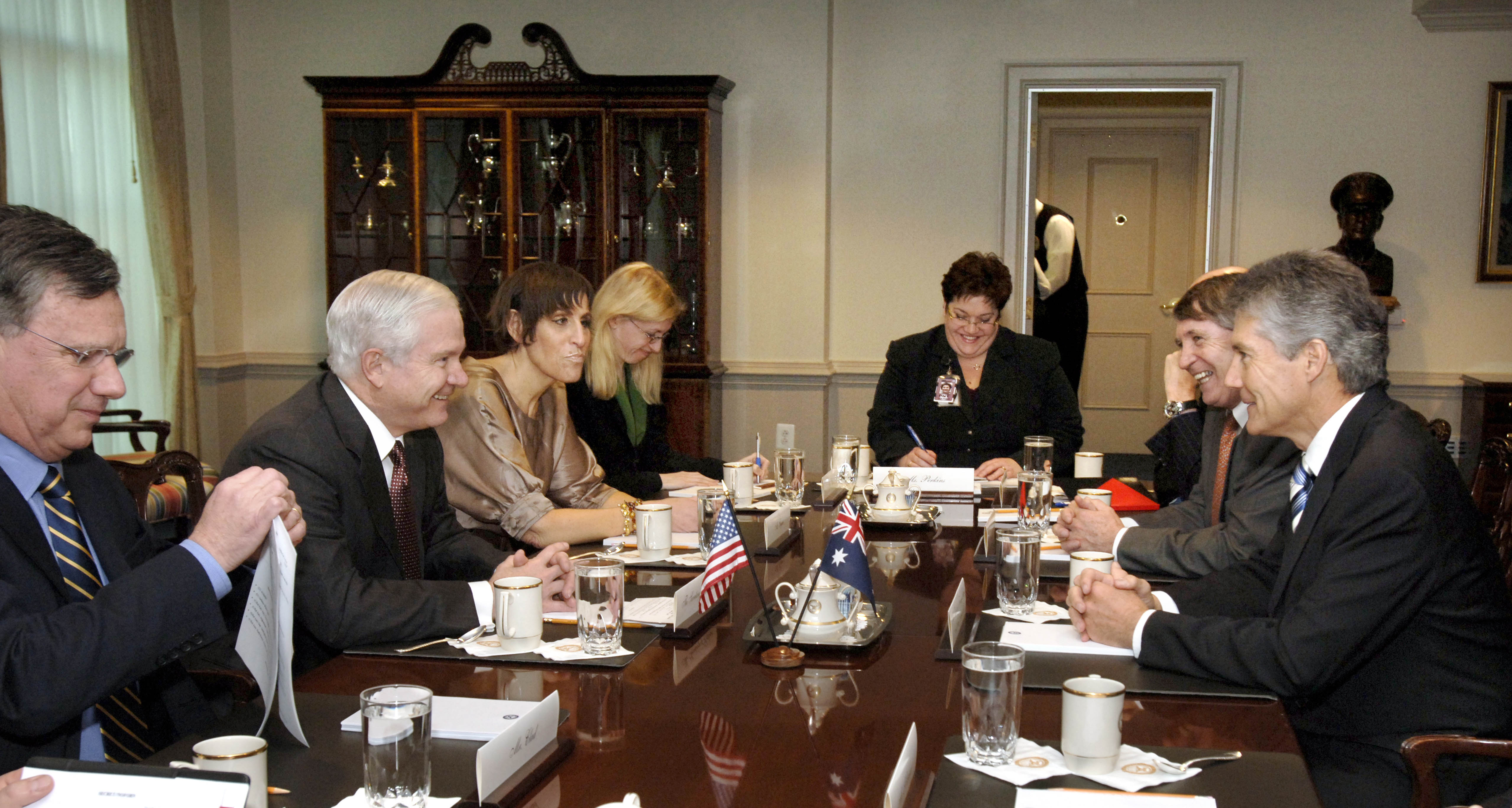
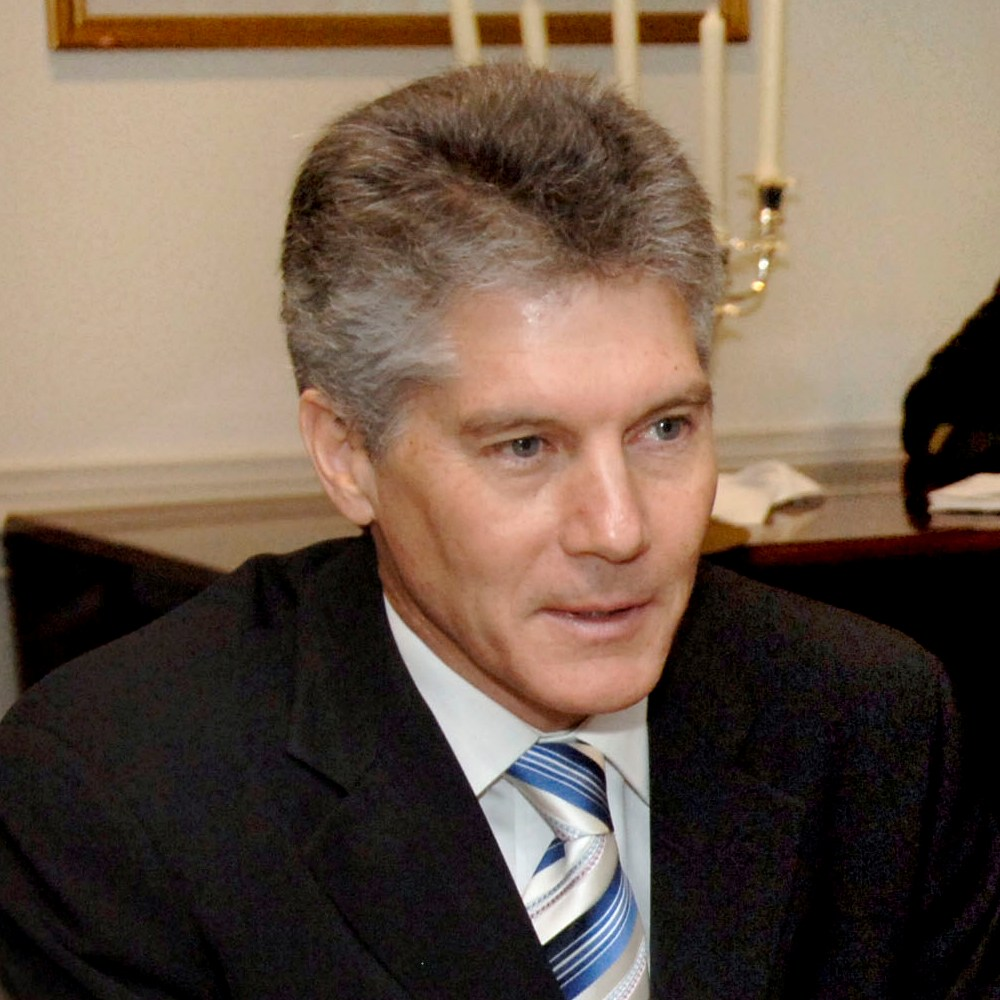
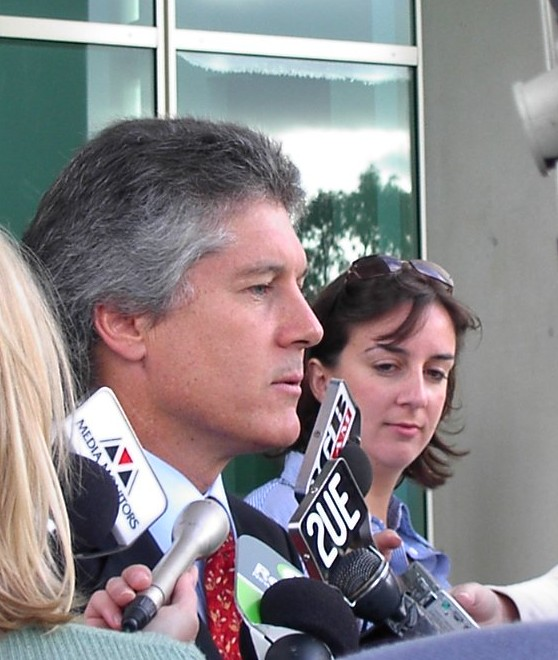
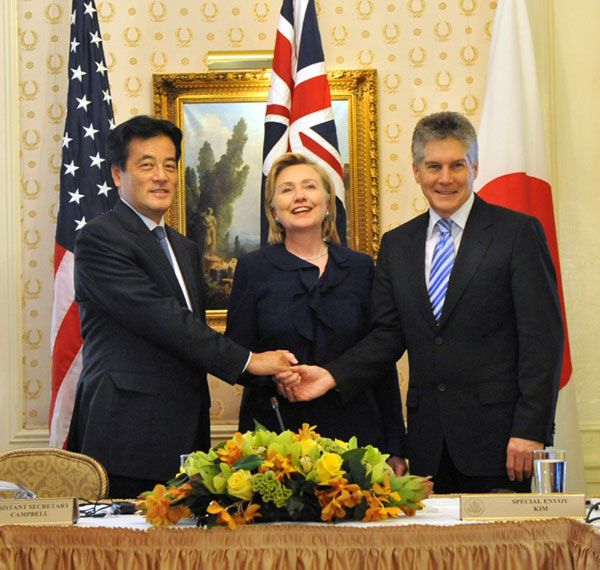
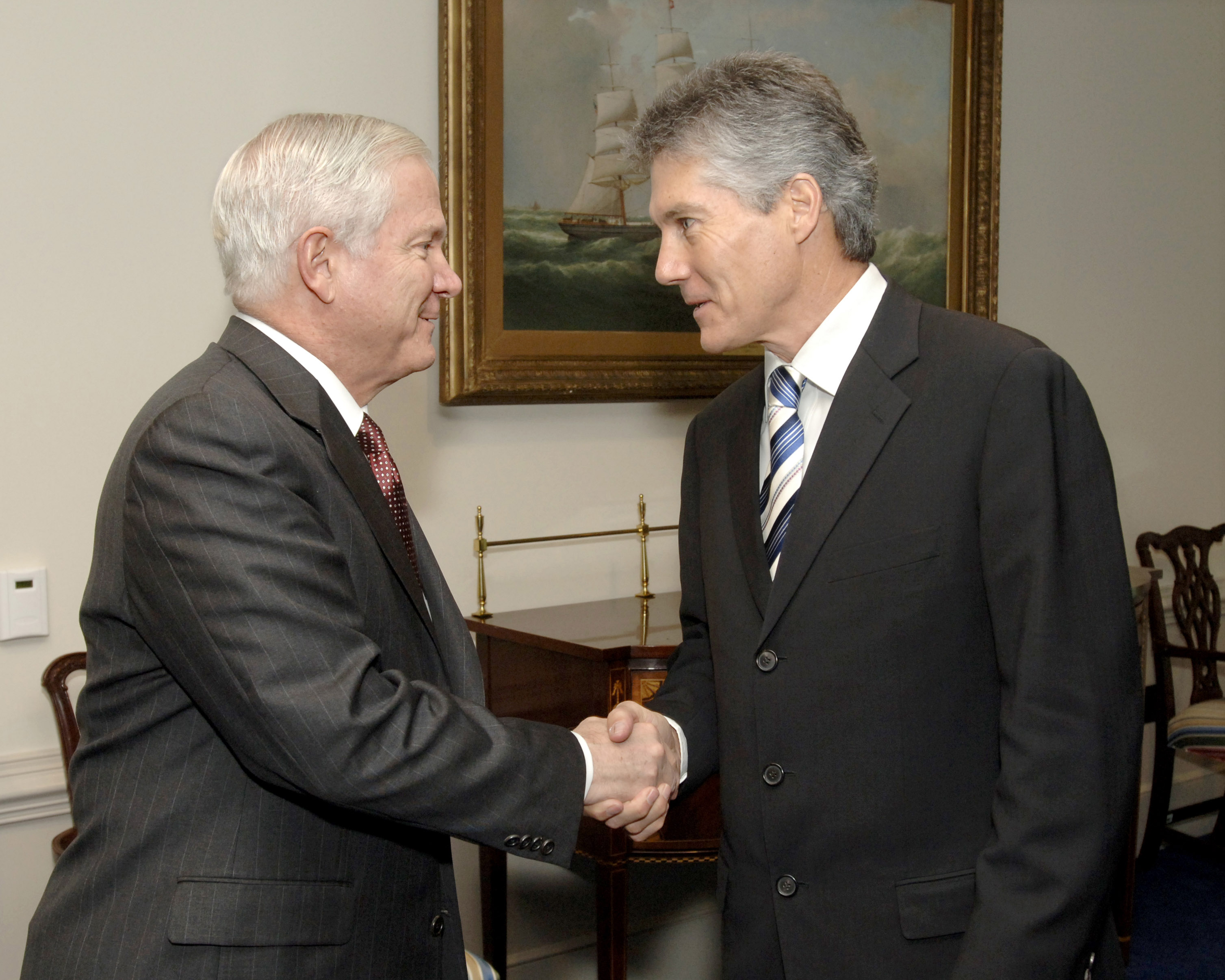